# 成长系列
《成长系列》（又名人生七年）是一部由ITV出品的纪录片，于1964年开始记录14位英国的七岁儿童的生活，到目前为止，该纪录片已经跨越56年（每7年一集），并在ITV和BBC播出。2005年英国第四台将该系列纳入最伟大的50部纪录片名单中。被选中的孩子们代表了当时英国不同社会经济背景的阶层，并做出了明确的假设，即每个孩子的社会阶级预先决定了他们的未来。每隔7年导演迈克尔·艾普特从14位参与拍摄的参与者生活中取材。该系列的目的是按当初7 Up中的“我们把这些孩子们聚到一起，因为我们想在2000年时看看英格兰的一个缩影，2000年时的工人和主管，现在都只有七岁。”
56 Up于2012年5月14日在英国播出，央视纪录曾于2012年8月播出该记录片。第九辑已於2019年6月播出。

## 参与者
参与者首先组团前往伦敦动物园，旁白提到“这是第一次把20个孩子聚在一起”，然而系列只跟进了14位：布鲁斯·鲍尔登、杰姬·巴塞特、西蒙·巴斯特菲尔德、安德鲁·巴斯特菲尔德、约翰·布里斯比、彼得·戴维斯、苏珊·戴维斯、查尔斯·菲尔诺、尼古拉斯（尼克）·希彻恩、尼尔·休斯、林恩·约翰逊、保罗·克里格曼、苏珊（苏茜）·拉斯克和托尼·沃克。
参与者们代表了20世纪60年代英国的不同社会阶层。艾普特在42 Up中声明他最初是想找出位于社会两个极点的孩子，因为节目原本不打算做成一个重复的系列，没有跟参与者签订长期合同。采访从一开始都是志愿性的，尽管参与者需支付了一笔费用，以及影片可以获得任意一门奖项。每位参与者需要用2天来参与摄制，采访需要六个多小时。在56 UP播出之前，艾普特在访谈中表示节目中只选了4位女性是个糟糕的决定。